# خانه جلال آل احمد
خانه جلال آل احمد مربوط به اواخر دوره قاجار است و در تهران، خیابان خیام، خیابان شهید کارکن اساسی، پلاک ۷۵ واقع شده است. این اثر در تاریخ ۲۵ مهر ۱۳۸۳ با شمارهٔ ثبت ۱۱۲۰۶ به‌عنوان یکی از آثار ملی ایران به ثبت رسیده است. و به‌عنوان یکی از مکان‌های گردشگری ادبی شناخته‌ می‌شود.